# Département Manche
Das Département de la Manche [mɑ̃ːʃ] ist das französische Département mit der Ordnungsnummer 50. Es liegt im Norden der Region Normandie und ist nach dem Ärmelkanal benannt, der im Französischen la Manche heißt.

## Geographie
Das Département Manche besteht aus dem Avranchin im Süden und dem Cotentin im Norden.

## Geschichte
Das Département Manche wurde im Kontext der Französischen Revolution am 4. März 1790 als Teil der historischen Provinz Normandie geschaffen. Sein Verwaltungssitz war ursprünglich Coutances. Er wurde jedoch bereits 1796 nach Saint-Lô verlegt. Coutances übernahm vorübergehend wieder den Sitz der Präfektur, nachdem die Stadt Saint-Lô im Sommer 1944 während des Zweiten Weltkrieges bei der Alliierten Invasion in der Normandie vollständig zerstört worden war. Das Département wurde bei der Invasion der Alliierten befreit.
Das Département war von 1960 bis 2015 ein Teil der Region Basse-Normandie, die 2016 in der Region Normandie aufging.

## Städte
Die bevölkerungsreichsten Gemeinden des Départements Manche sind:
| Stadt                 | Einwohner (2022) | Arrondissement |
| --------------------- | ---------------- | -------------- |
| Cherbourg-en-Cotentin | 78.028           | Cherbourg      |
| Saint-Lô              | 19.352           | Saint-Lô       |
| Granville             | 12.799           | Avranches      |
| La Hague              | 11.444           | Cherbourg      |
| Carentan-les-Marais   | 10.220           | Saint-Lô       |
| Avranches             | 10.225           | Avranches      |

Weiterer bekannter Ort im Département Manche ist der Mont-Saint-Michel, der jährlich von 3,5 Millionen Touristen besucht wird.

## Verwaltungsgliederung

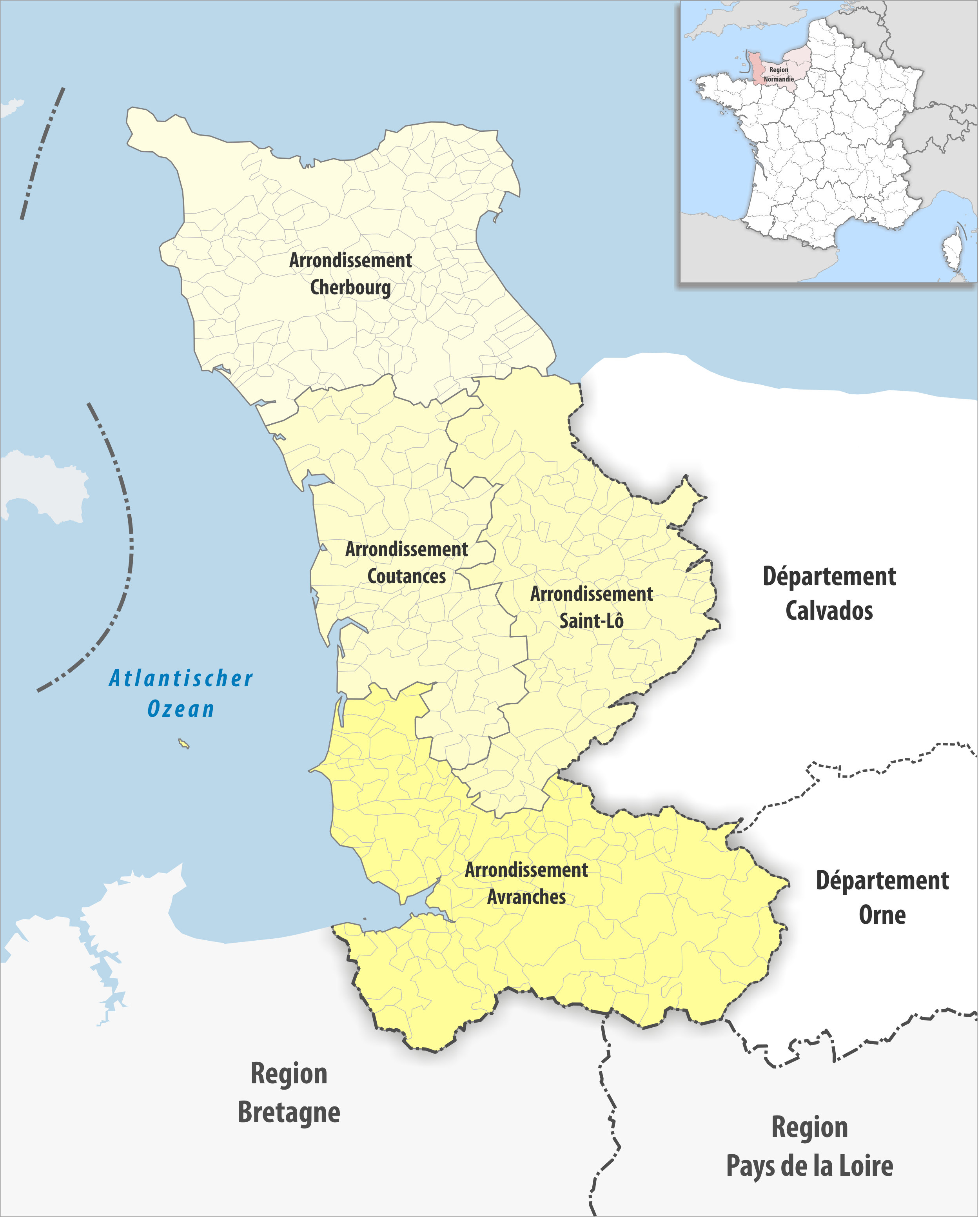
Gemeinden und Arrondissemente im Département Manche

Das Département Manche gliedert sich in vier Arrondissements und 445 Gemeinden:
| Arrondissement     | Kantone | Gemeinden | Einwohner 1. Januar 2022 | Fläche km² | Dichte Einw./km² | Code INSEE |
| ------------------ | ------- | --------- | ------------------------ | ---------- | ---------------- | ---------- |
| Avranches          | 8       | 134       | 135.095                  | 1.888,23   | 72               | 501        |
| Cherbourg          | 12      | 144       | 187.300                  | 1.643,87   | 114              | 502        |
| Coutances          | 5       | 80        | 70.570                   | 1.142,11   | 62               | 503        |
| Saint-Lô           | 6       | 87        | 103.850                  | 1.277,26   | 81               | 504        |
| Département Manche | 27      | 445       | 496.815                  | 5.951,47   | 83               | 50         |

Siehe auch:
- Liste der Gemeinden im Département Manche
- Liste der Kantone im Département Manche
- Liste der Gemeindeverbände im Département Manche

## Kultur

### Bauwerke und Denkmale

#### Vorgeschichte

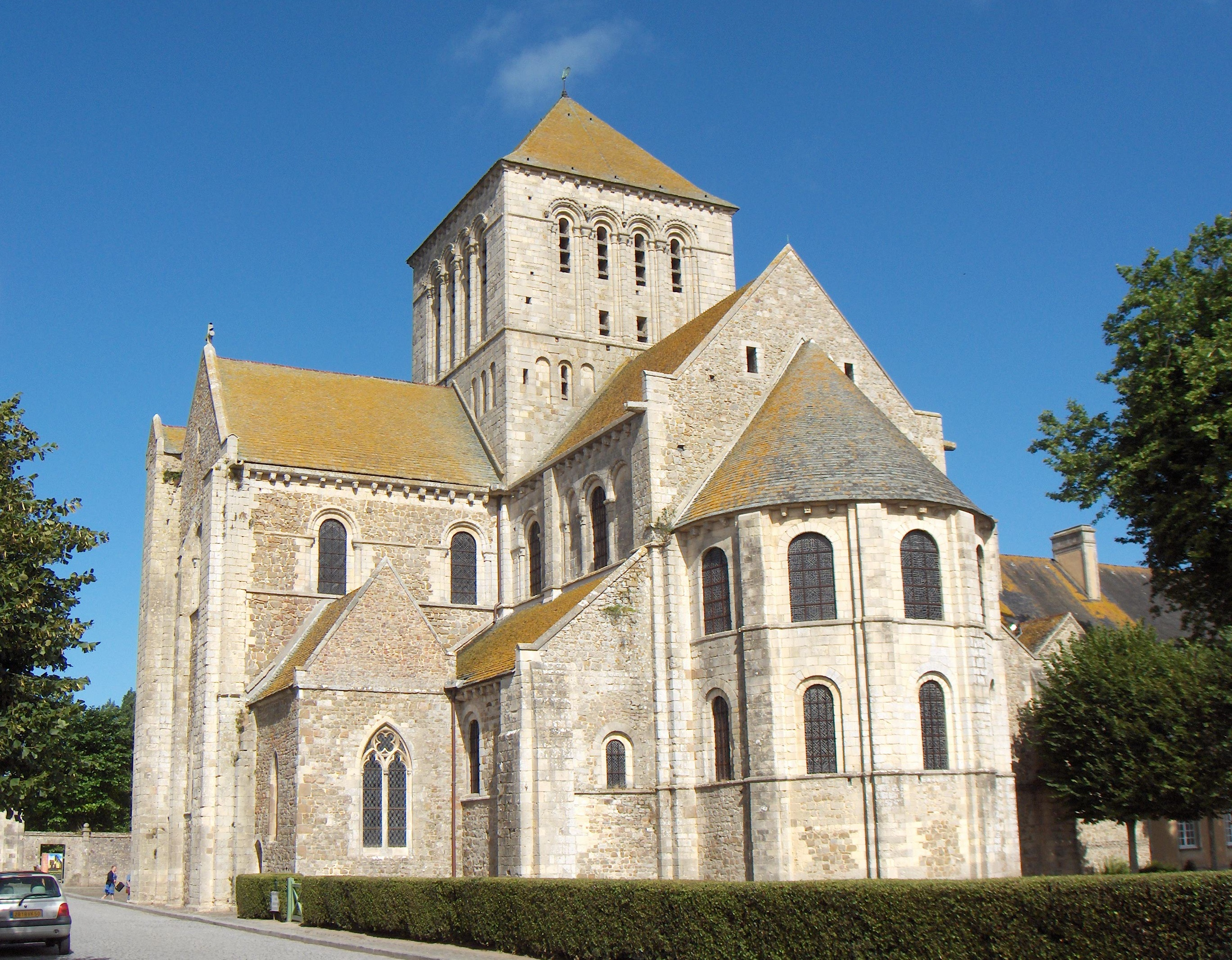
Kirche von Lessay

Der Zustand der Megalithanlagen, die die ältesten Denkmale im Département Manche sind, ist unterschiedlich. Zahlreiche illegale Ausgrabungen haben zu einem unwiederbringlichen Informationsverlust geführt. Was die Erhaltung von Denkmälern betrifft, so sind sie abgesehen von einer Handvoll Megalithen in einem desolaten Zustand.
- Pierre au Rey Dolmen bei Flamanville
- Dolmen im Bois de la Plesse
- Tumulus von Vierville
- Menhire du Clos de la Pierre von Maupertus-sur-Mer
- Allée couverte Autel des Druides, bei Moitiers d’Allonne
- Allée couverte de la petite Roche von Rocheville
- Allée couverte des Cartesières auch von Saint-Symphorien-des-Monts
- Allée couverte von Vauville
- Allée couverte de la Forge Anlage mit lateralem Zugang in Bretteville
- Wetzrillen von Saint-Cyr-du-Bailleul
- Wetzrillen von Saint-James

#### Mittelalter
Das wohl bedeutendste Bauwerk der Romanik im Département Manche ist die Klosterkirche Abbaye de Sainte-Trinité in Lessay, die im 11. und 12. Jahrhundert durch Eudes au Capel erbaut wurde und ein frühes Beispiel für ein Kreuzrippengewölbe darstellt. Ein weiteres wichtiges Bauwerk der Romanik ist die ebenfalls im 11. Jahrhundert erbaute Kirche der Abtei Cerisy-la-Forêt.
Die bedeutendsten Bauwerke der Gotik im Département Manche sind das Kloster Mont-Saint-Michel und die Kathedrale von Coutances.
Wichtige Beispiele mittelalterlicher Wehrarchitektur im Département sind das Schloss Gratot sowie die Burg Pirou.

### Museen
Das größte Museum, das sich im Département befindet, ist das Cherbourger Cité de la Mer. Die Ausstellung umfasst u. a. das französische Atom-U-Boot Le Redoubtable, eine Ausstellung über die Entwicklung der Tiefsee-U-Boote inklusive des Bathyskaphs Archimède sowie ein Meerwasseraquarium.
In Avranches befindet sich das Skriptorial, das mittelalterliche Handschriften aus dem nahegelegenen Kloster Mont Saint Michel ausstellt, darunter einige Werke aus dem Zeitalter der Romanik. Die meisten der Werke sind religiöser Natur, die Sammlung enthält aber auch historische und musiktheoretische Werke sowie Schriften antiker Autoren.
Weitere Museen im Département sind das Maison Natale Jean-François Millet mit einer Ausstellung zu Leben und Werk des Malers, das Ferme-musée du Cotentin (ein Landwirtschaftsmuseum) sowie das Ecomusée de la Baie du Mont-Saint-Michel mit Ausstellungen zur Natur und zur Landschaft der gleichnamigen Bucht.

## Klima
|                        | Jan | Feb | Mär | Apr | Mai  | Jun  | Jul  | Aug  | Sep  | Okt  | Nov | Dez |   |      |
| Mittl. Temperatur (°C) | 7   | 6   | 7,5 | 9   | 11,5 | 12,5 | 15,5 | 16,5 | 15,5 | 13,5 | 10  | 8   | ⌀ | 11,1 |
| Mittl. Tagesmax. (°C)  | 9   | 8   | 10  | 11  | 14   | 16   | 18   | 19   | 18   | 16   | 12  | 10  | ⌀ | 13,4 |
| Mittl. Tagesmin. (°C)  | 5   | 4   | 5   | 7   | 9    | 11   | 13   | 14   | 13   | 11   | 8   | 6   | ⌀ | 8,9  |
|                        |     |     |     |     |      |      |      |      |      |      |     |     |   |      |
| Niederschlag (mm)      | 76  | 61  | 51  | 40  | 45   | 38   | 35   | 47   | 62   | 65   | 92  | 84  | Σ | 696  |
|                        |     |     |     |     |      |      |      |      |      |      |     |     |   |      |
| Regentage (d)          | 13  | 11  | 10  | 8   | 8    | 7    | 6    | 8    | 9    | 10   | 14  | 14  | Σ | 118  |
|                        |     |     |     |     |      |      |      |      |      |      |     |     |   |      |
| Wassertemperatur (°C)  | 9   | 8   | 8   | 9   | 11   | 14   | 15   | 17   | 17   | 16   | 13  | 11  | ⌀ | 12,4 |

| 5 |

| 4 |

| 5 |

| 7 |

| 9 |

| 11 |

| 13 |

| 14 |

| 13 |

| 11 |

| 8 |

| 6 |

| 5 |

| 4 |

| 5 |

| 7 |

| 9 |

| 11 |

| 13 |

| 14 |

| 13 |

| 11 |

| 8 |

| 6 |

| N i e d e r s c h l a g | 76  | 61  | 51  | 40  | 45  | 38  | 35  | 47  | 62  | 65  | 92  | 84  |
|                         | Jan | Feb | Mär | Apr | Mai | Jun | Jul | Aug | Sep | Okt | Nov | Dez |

Tage pro Jahr mit
- Regenfällen über 1 mm: 120
- Frost: 7
  - Erster Frost: 28. Dezember
  - Letzter Frost: 12. Februar
- Schnee: 6
- Gewitter: 5
- Hagel: 3

(Stand 1991)